# Timofiej Gużenko
Timofiej Borisowicz Gużenko (ros. Тимофе́й Бори́сович Гуже́нко, ur. 15 lutego 1918 we wsi Tatarinowo w obwodzie orłowskim, zm. 10 sierpnia 2008 w Moskwie) – radziecki działacz państwowy i partyjny, minister floty morskiej ZSRR (1970-1986), Bohater Pracy Socjalistycznej (1977).

## Życiorys
Urodzony w rodzinie kowala, 1937 skończył szkołę średnią, a 1942 Odeski Instytut Inżynierów Transportu Wodnego. Od 1941 należał do WKP(b), pracował w porcie w Murmańsku jako mechanik zmiany i kierownik grupy mechanizacji, od 1943 nauczał w technikum morskim we Władywostoku, później wrócił do pracy w Murmańsku, od 1944 szef oddziału mechanizacji portu, od 1945 sekretarz biura partyjnego portu. 1946-1949 główny inżynier portu, 1951 ukończył Akademię Floty Morskiej w Leningradzie, później był naczelnikiem portów na Dalekim Wschodzie, od 1955 naczelnik sachalińskiej Żeglugi Morskiej Ministerstwa Floty ZSRR. 1960-1962 szef Departamentu Kadr Ministerstwa Floty Morskiej ZSRR, 1962-1966 zastępca kierownika Wydziału Transportu i Łączności KC KPZR, 1966-1970 I zastępca ministra floty morskiej ZSRR. Od stycznia 1970 do września 1986 minister floty morskiej ZSRR, następnie na emeryturze. 1976-1989 członek KC KPZR. 1970-1989 deputowany do Rady Najwyższej ZSRR od 8 do 11 kadencji. Pochowany na Cmentarzu Kuncewskim.

## Odznaczenia
- Medal Sierp i Młot Bohatera Pracy Socjalistycznej (14 września 1977)
- Order Lenina (czterokrotnie - 3 sierpnia 1960, 25 sierpnia 1971, 21 grudnia 1973 i 14 września 1977)
- Order Rewolucji Październikowej (15 grudnia 1982)
- Order Czerwonego Sztandaru Pracy (9 sierpnia 1963)
- Order Czerwonej Gwiazdy (17 lipca 1945)
- Order „Za zasługi morskie” (7 lutego 2003)
- Medal „Za pracowniczą wybitność” (dwukrotnie - 1 maja 1944 i 5 listopada 1954)

I inne.